# RWD-14
Die polnische RWD-14 Czapla (Reiher) war ein Aufklärungsflugzeug in der Zeit des Zweiten Weltkrieges.

## Entwicklung
In der ersten Hälfte der 1930er Jahre gab das polnische Verteidigungsministerium eine Forderung für einen Aufklärer heraus, der die Lublin R-XIII ersetzen sollte. RWD schlug eine Weiterentwicklung der RWD-12 vor und bekam den Zuschlag zum Bau von drei Prototypen. Der erste flog 1935, der verwendete Pratt & Whitney R-985 erwies sich jedoch als zu schwach.
Die beiden folgenden Maschinen erhielten zwei einheimische PZL G-1620A Mors I Triebwerke und die Bezeichnung RWD-14a. Sie wurden jeweils 1936 und 1937 erprobt, stürzten jedoch beide aufgrund von Konstruktionsfehlern am Leitwerk ab.
Nach einigen Verbesserungen an der Leitwerkspartie flog der letzte Prototyp RWD-14b mit dem stärkeren PZL G-1620B Mors II Antrieb erstmals Ende 1937. Die polnischen Behörden waren mit dessen Leistungen zufrieden und erteilten einen Serienauftrag über 65 Czapla. Die Produktion begann Mitte 1938 und endete im Februar 1939. Die Flugzeuge wurden den Aufklärungsstaffeln 13, 23, 33, 53 und 63 zugeteilt. Beim deutschen Überfall auf Polen wurde bei den Kampfhandlungen die Mehrzahl zerstört, nur etwa 10 Flugzeuge konnten sich durch Flucht nach Rumänien dem Zugriff entziehen.

## Konstruktion
Die RWD-14 war ein abgestrebter Hochdecker in Gemischtbauweise. Der Rumpf bestand aus einem Stahlrohrgerüst mit Stoffbespannung. Die Bugsektion war mit Blech verkleidet. Der Tragflügel bestand aus einem stoffbespannten Holzrahmen und besaß automatische Vorflügel. Zur platzsparenden Lagerung konnten die Tragflächen nach hinten geklappt werden. Rumpf und Flügel waren durch N- beziehungsweise V-Streben miteinander verbunden. Das Höhenleitwerk bestand ebenfalls aus Holz und war mit I-Stielen abgestrebt. Die RWD-14 besaß ein starres Heckradfahrwerk, wobei das Heckrad mit einer stromlinienförmigen Verkleidung ummantelt war.

## Militärische Nutzer
PolenPolnische Luftstreitkräfte
 RumänienRumänische Luftstreitkräfte

## Technische Daten
| Kenngröße             | Daten (RWD-14b)                                        |
| --------------------- | ------------------------------------------------------ |
| Besatzung             | 2 (Pilot, Beobachter)                                  |
| Länge                 | 9,00 m                                                 |
| Spannweite            | 11,90 m                                                |
| Höhe                  | 3,00 m                                                 |
| Flügelfläche          | 22,00 m²                                               |
| Flügelstreckung       | 6,4                                                    |
| Leermasse             | 1225 kg                                                |
| Startmasse            | 1700 kg                                                |
| Antrieb               | 1 × Sternmotor PZL G-1620B Mors II mit 346 kW (470 PS) |
| Höchstgeschwindigkeit | 245 km/h in Bodennähe                                  |
| Dienstgipfelhöhe      | 5000 m                                                 |
| Steigleistung         | 6,1 m/s                                                |
| Reichweite            | normal 580 km maximal 675 km                           |
| Bewaffnung            | zwei (?) 7,7-mm-MG                                     |